# Missões diplomáticas da Turquia

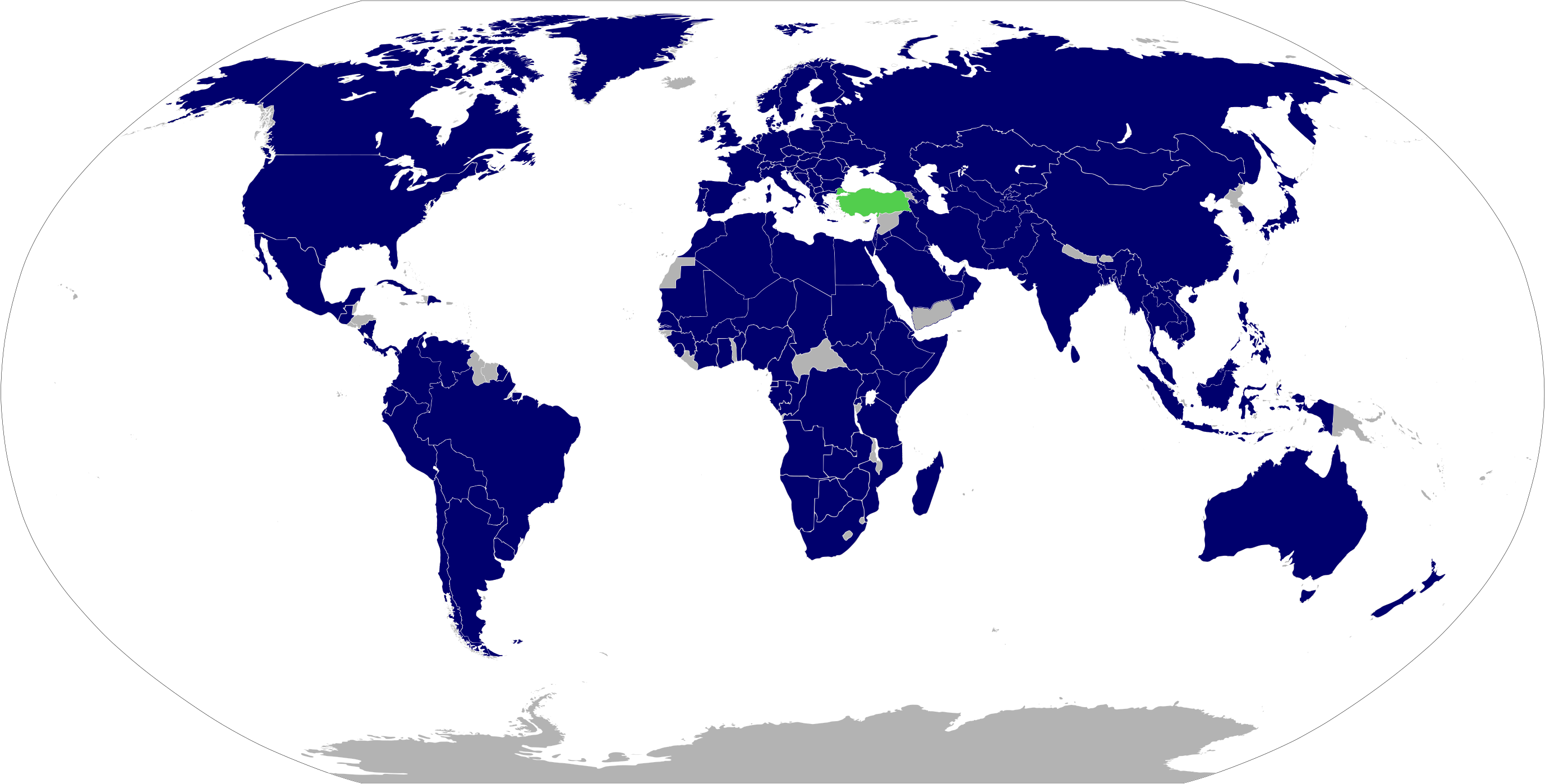
Mapa das missões diplomáticas da Turquia.

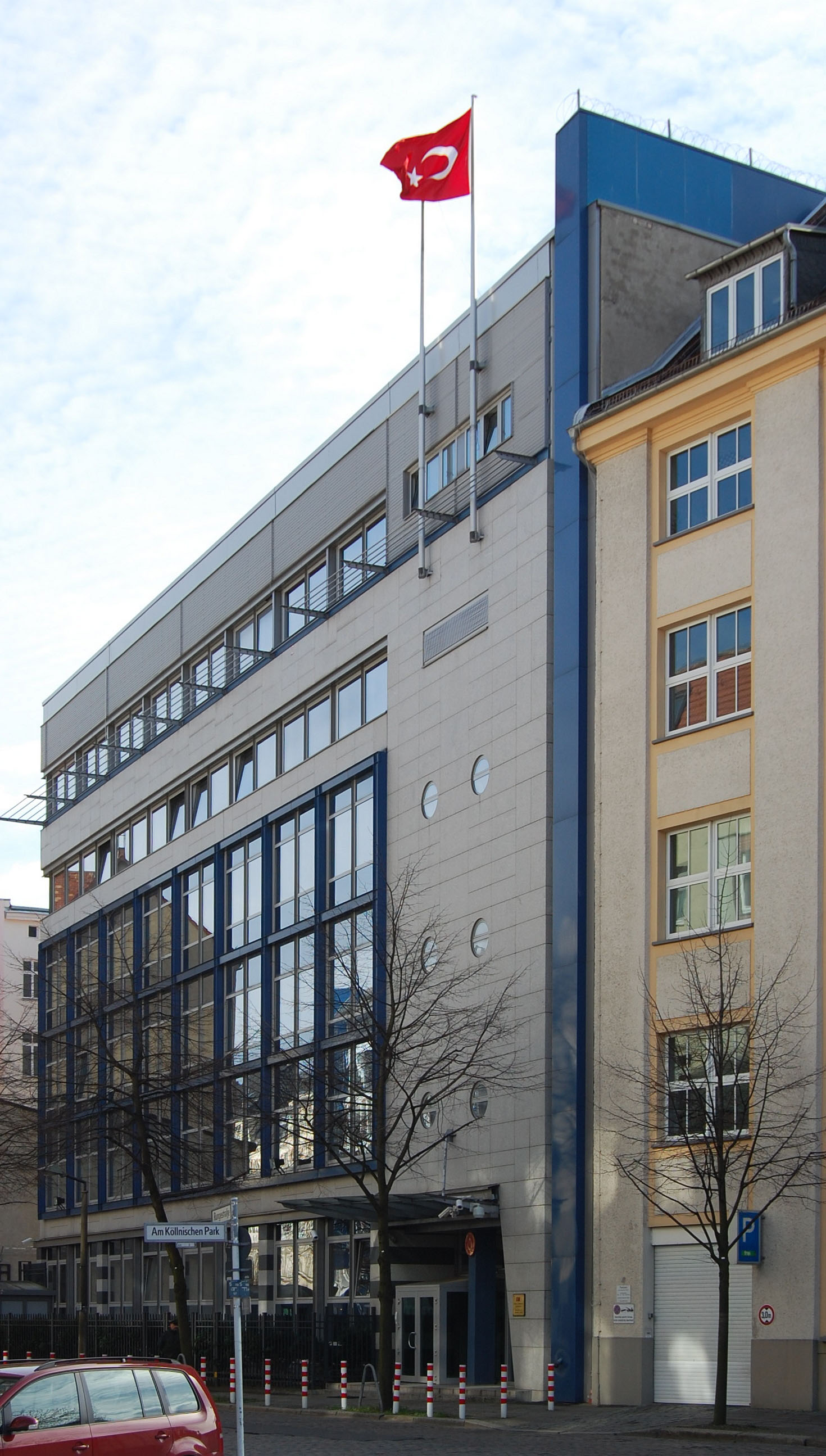
Embaixada da Turquia em Berlim.

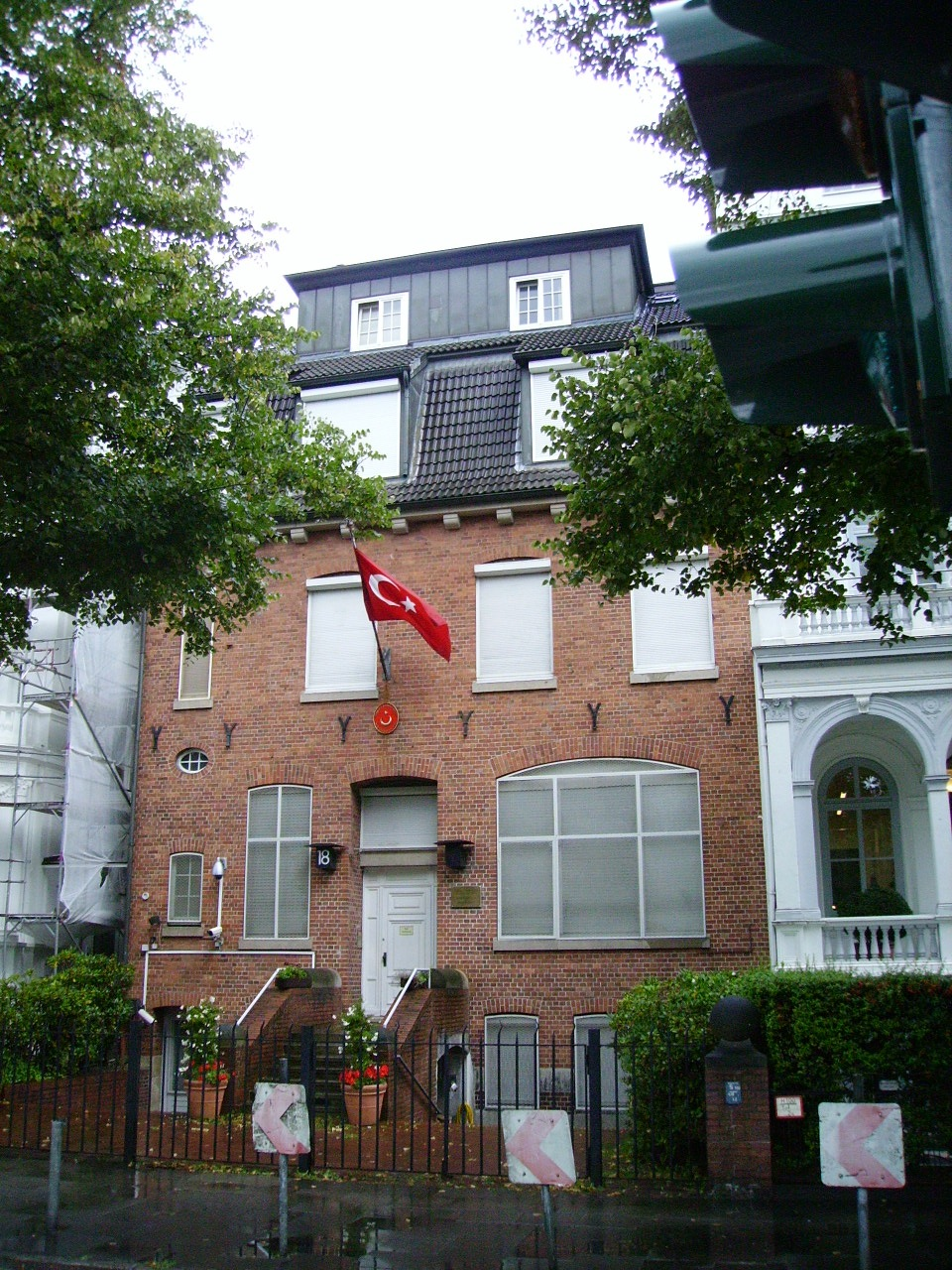
Consulado-Geral da Turquia em Hamburgo.

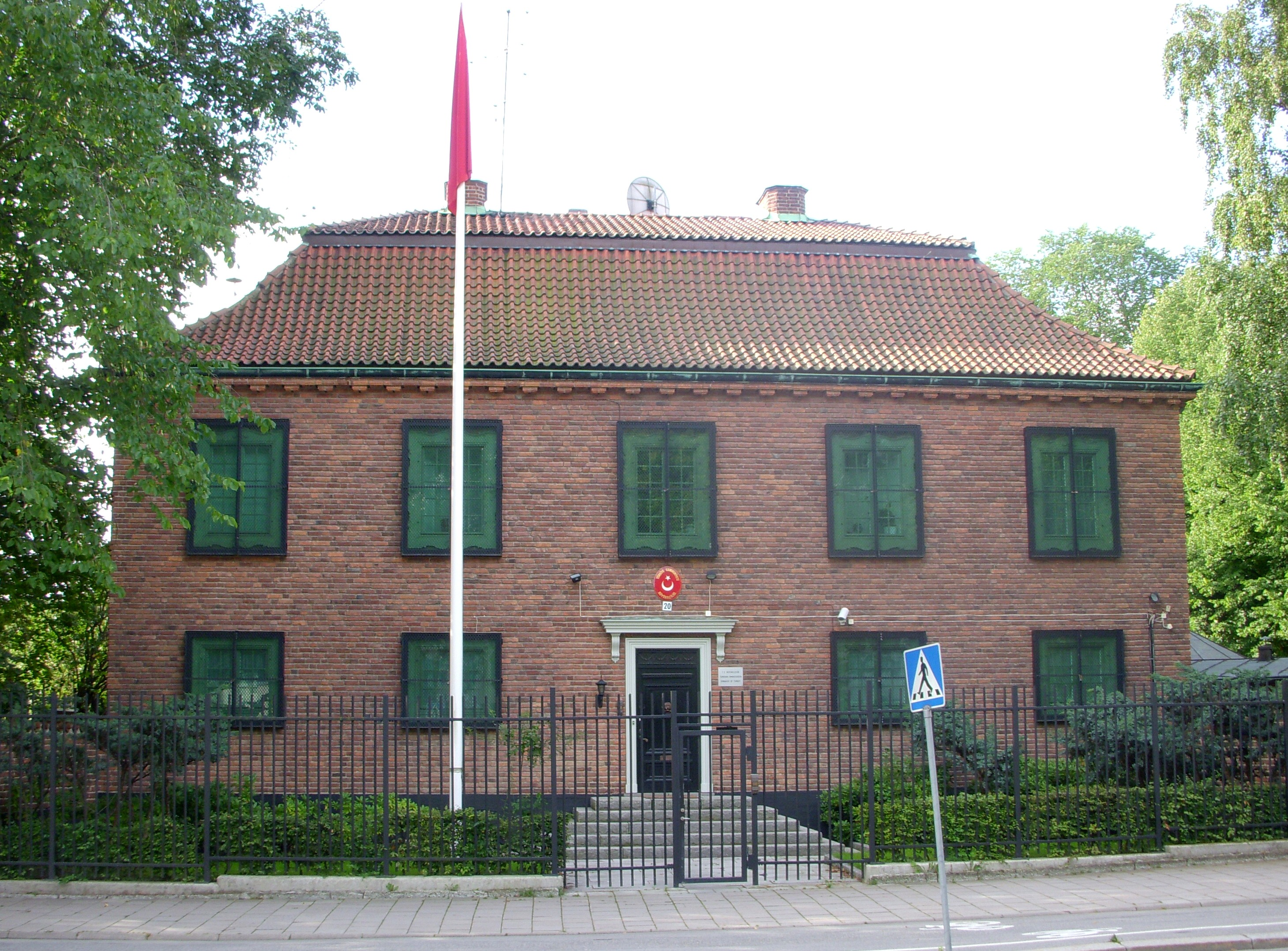
Embaixada da Turquia em Estocolmo.

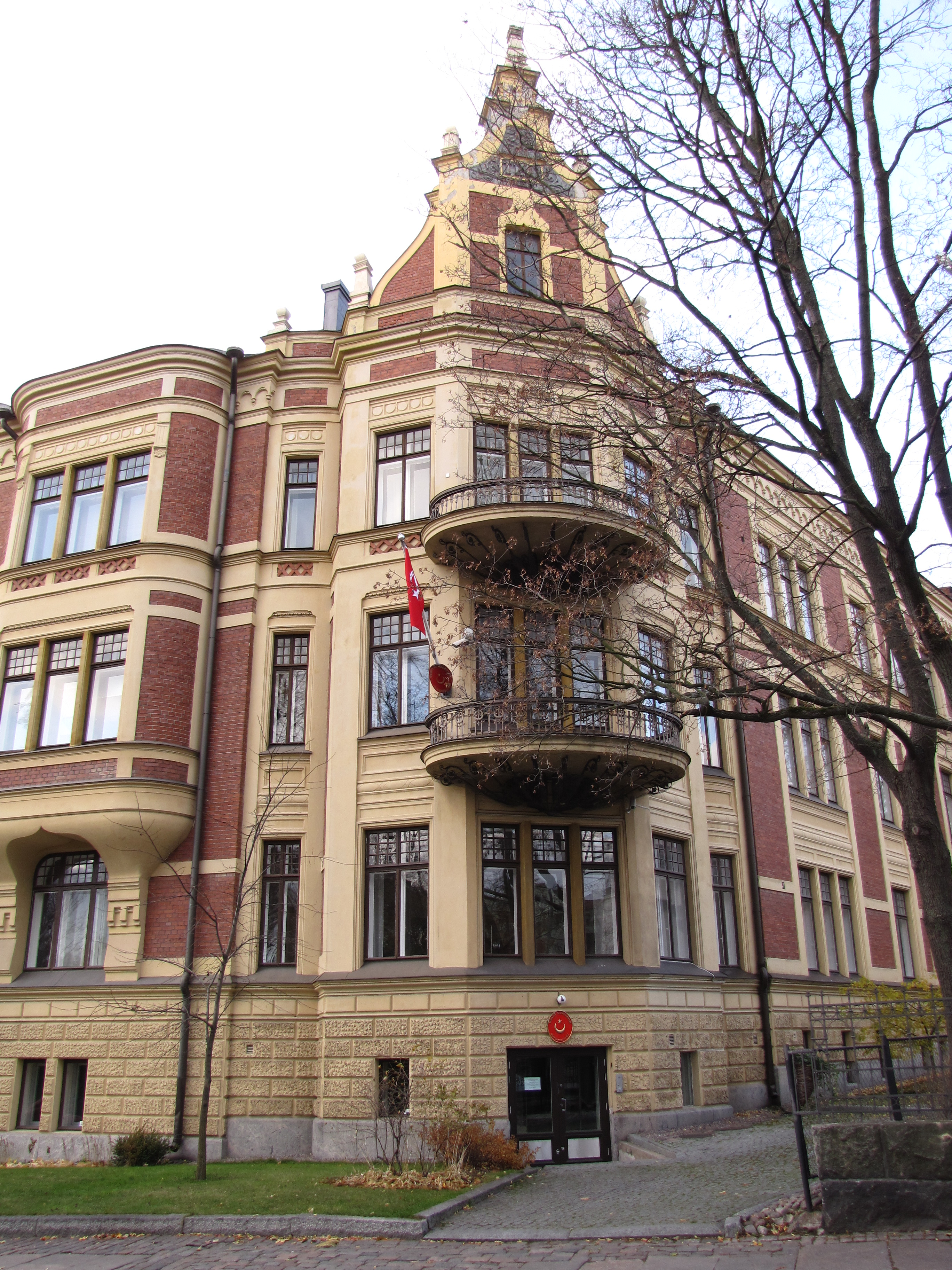
Embaixada da Turquia em Helsinque.

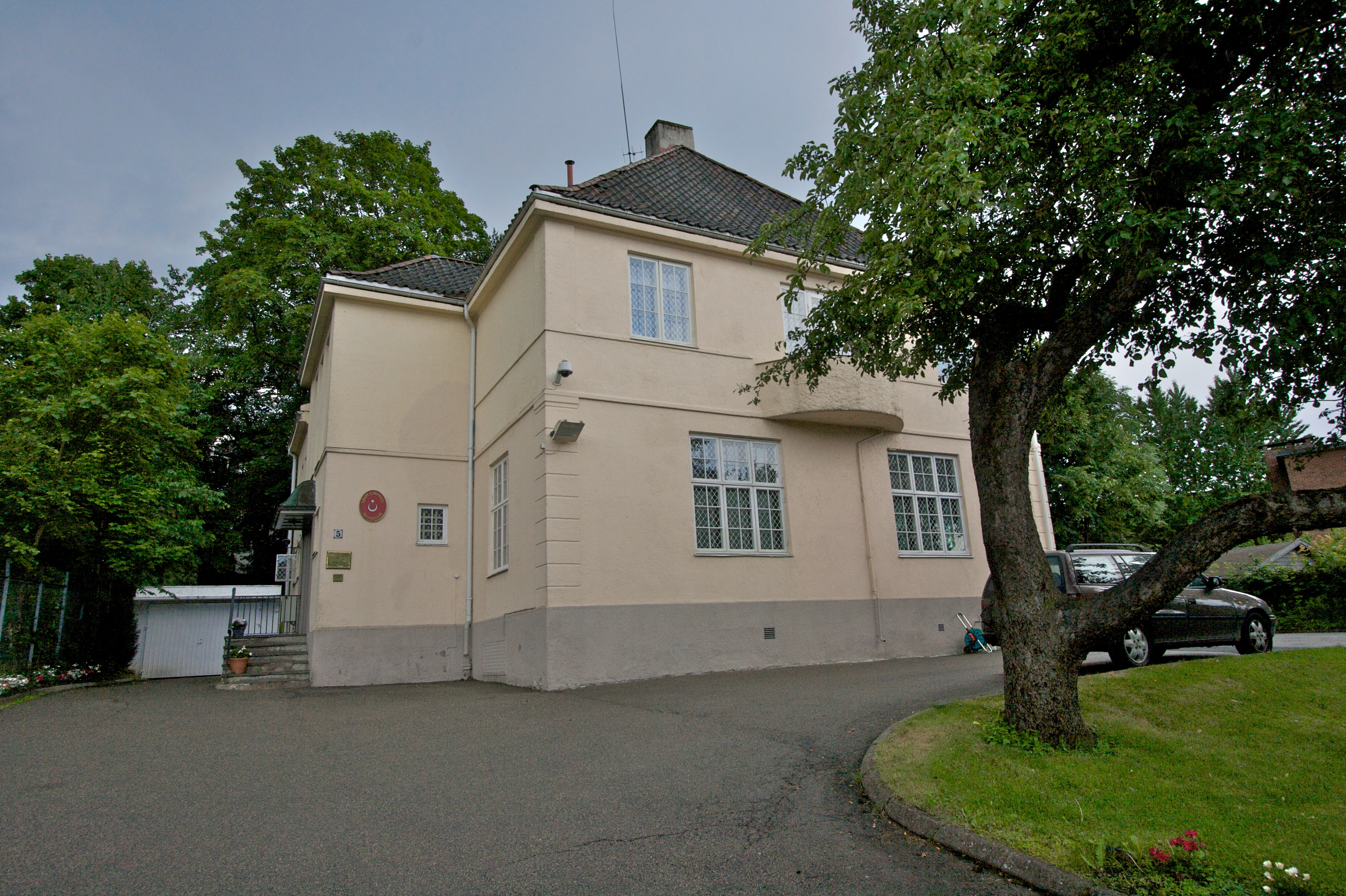
Embaixada da Turquia em Oslo.

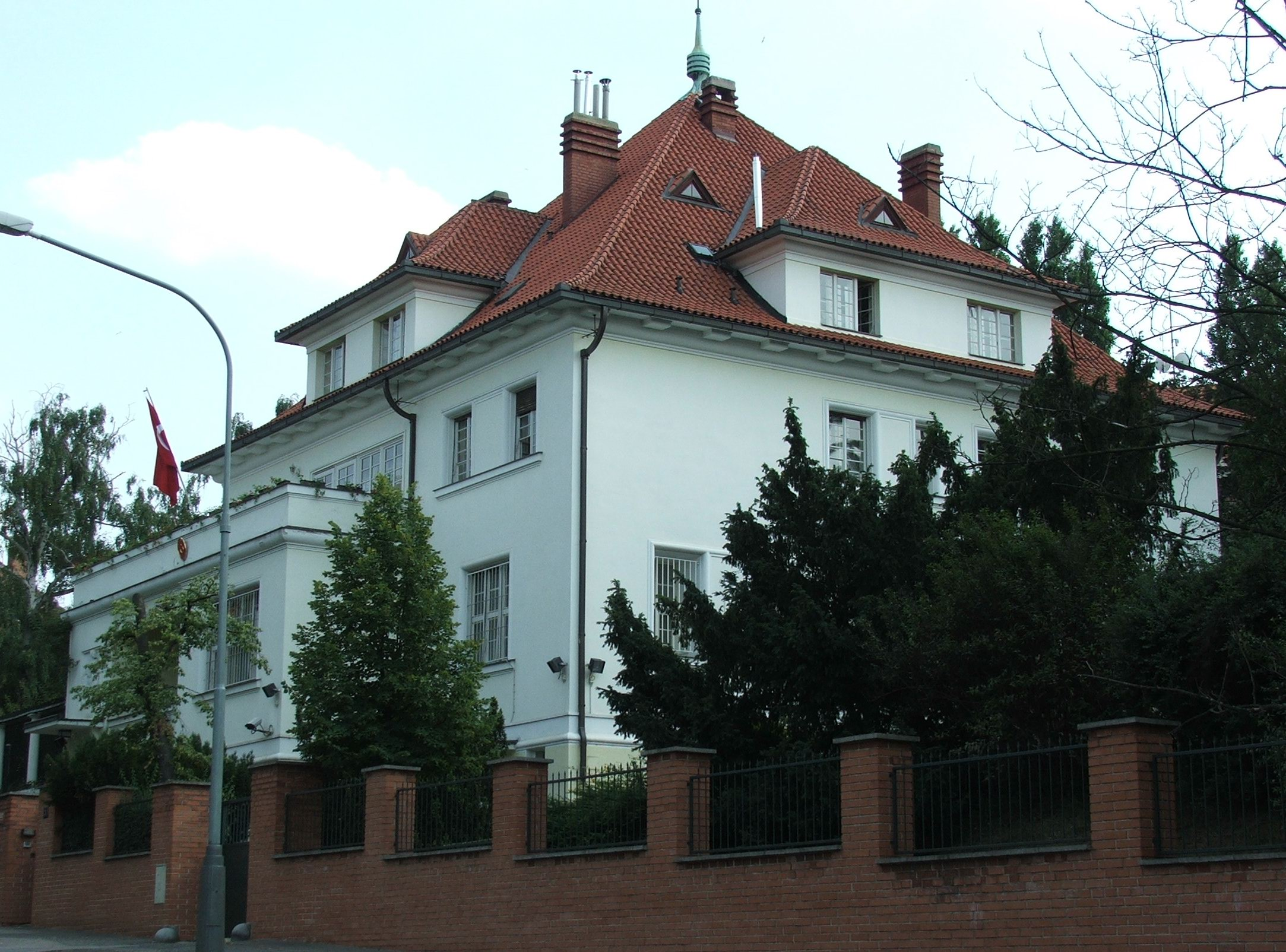
Embaixada de Turquia em Praga.

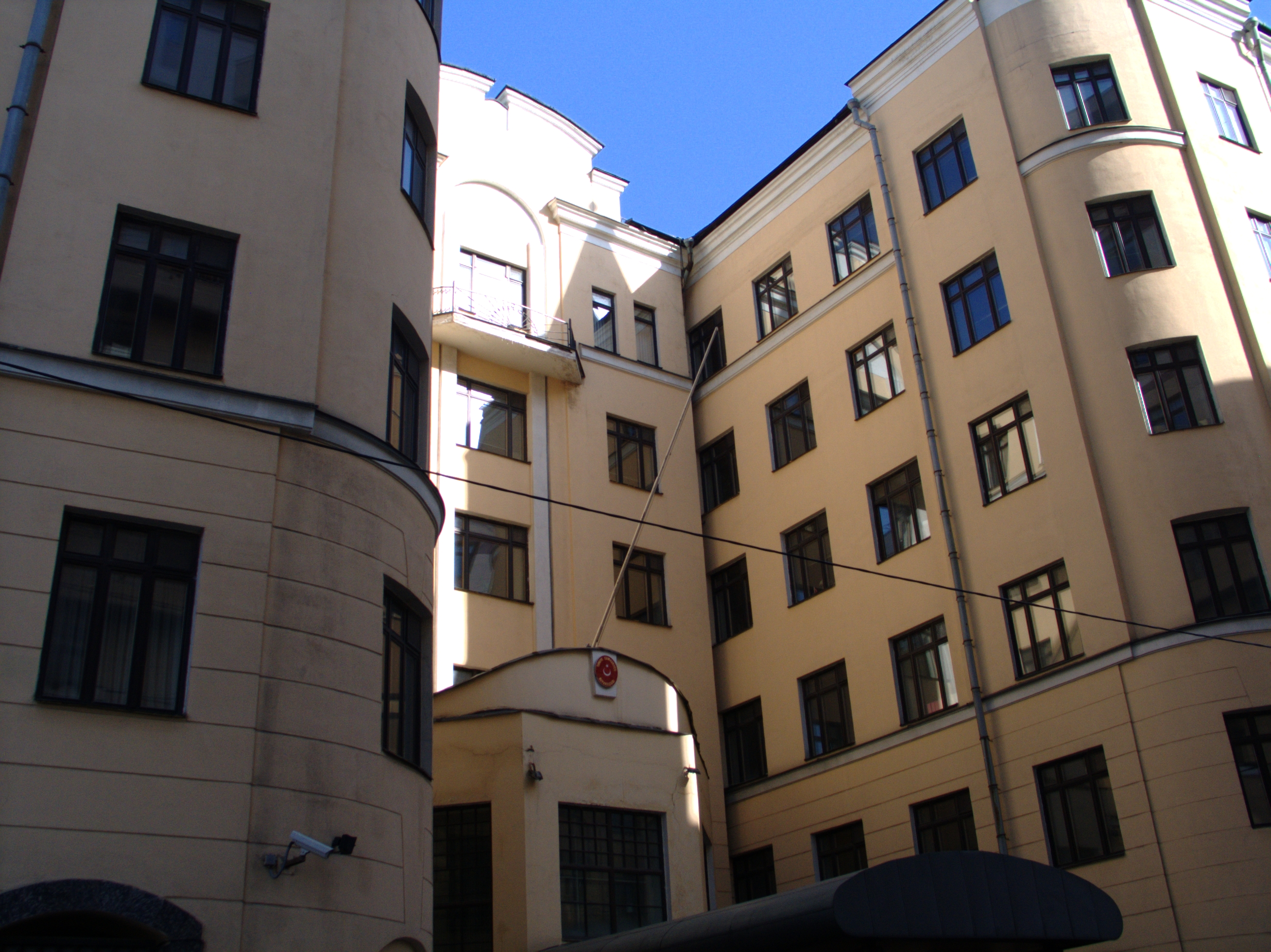
Embaixada da Turquia em Moscou.

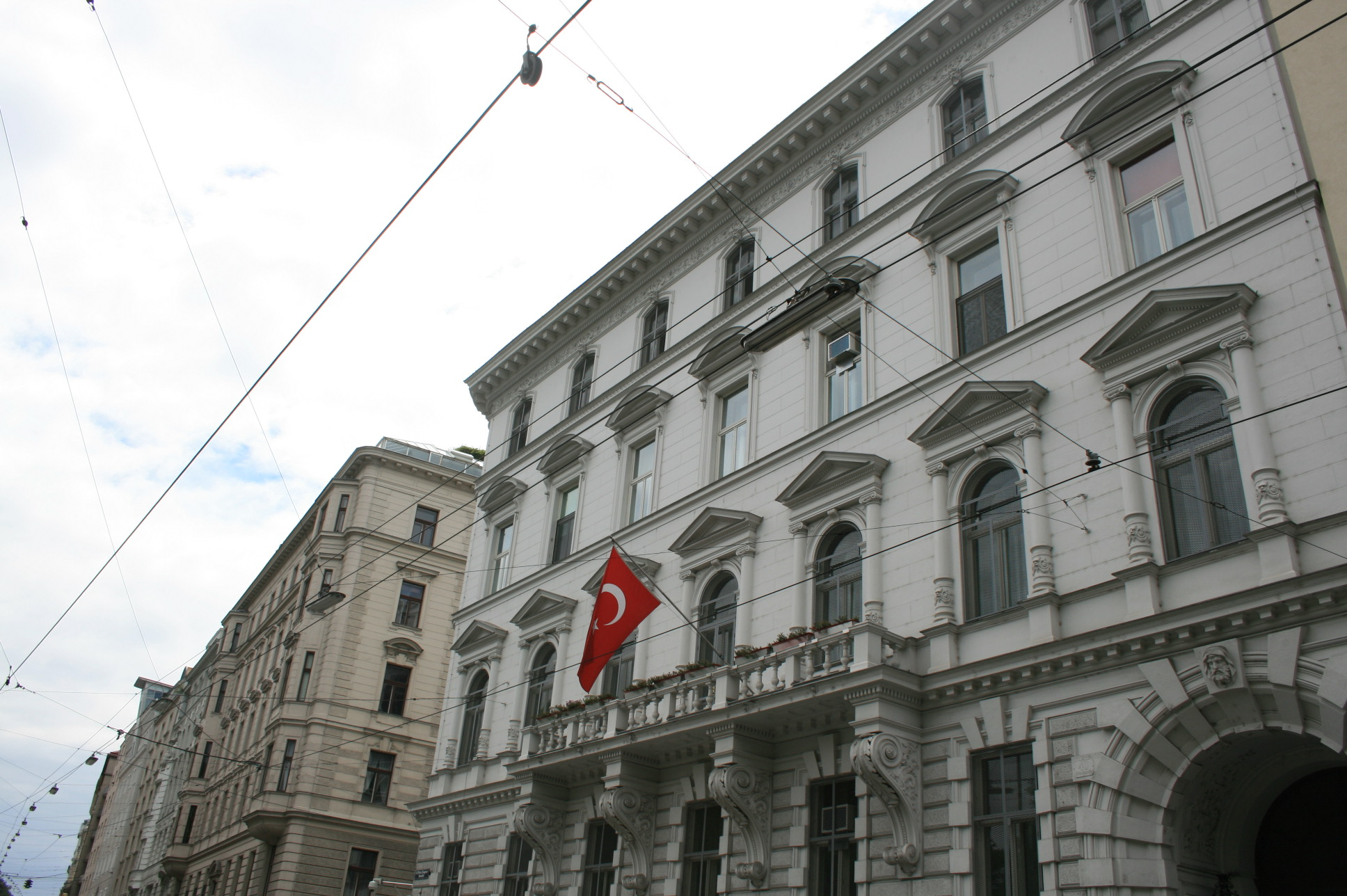
Embaixada da Turquia em Viena.

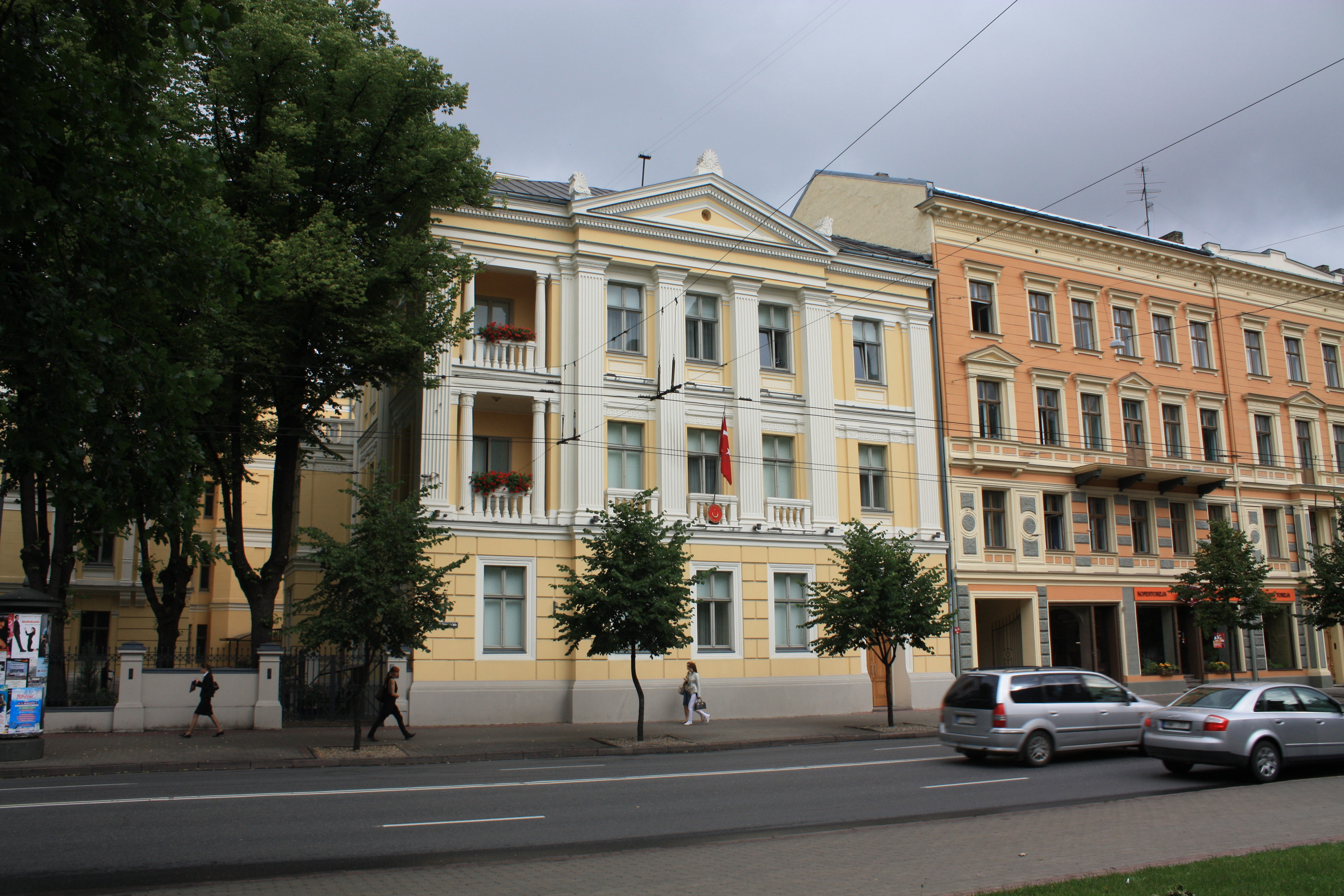
Embaixada da Turquia em
Riga.

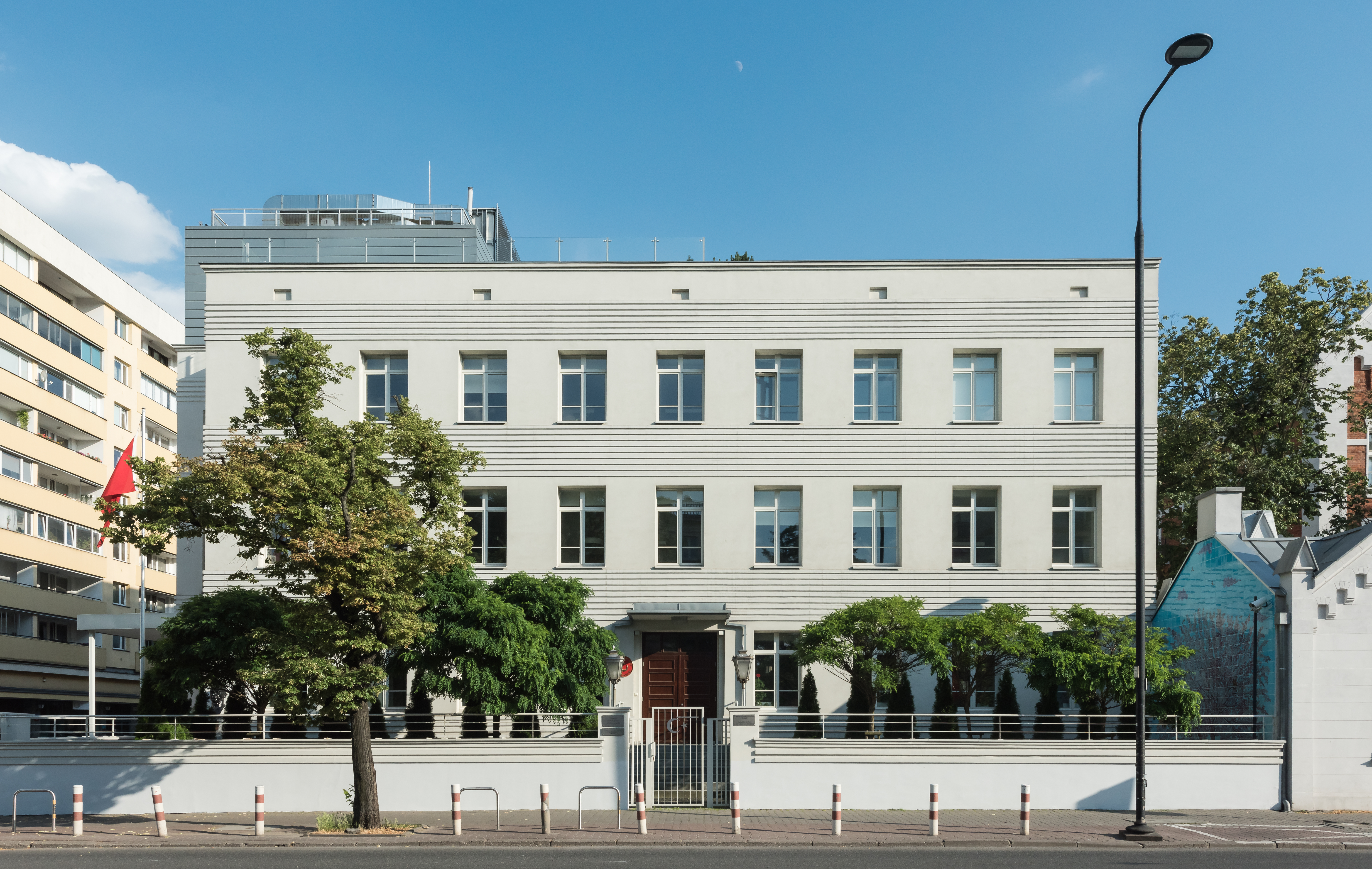
Embaixada da Turquia em Varsóvia.

Abaixo se encontram as embaixadas e consulados da Turquia:

## Europa
- Albânia
  - Tirana (Embaixada)
- Alemanha
  - Berlim (Embaixada)
  - Colônia (Consulado-Geral)
  - Düsseldorf (Consulado-Geral)
  - Essen (Consulado-Geral)
  - Frankfurt (Consulado-Geral)
  - Hamburgo (Consulado-Geral)
  - Hanôver (Consulado-Geral)
  - Karlsruhe (Consulado-Geral)
  - Mogúncia (Consulado-Geral)
  - Munique (Consulado-Geral)
  - Münster (Consulado-Geral)
  - Nuremberga (Consulado-Geral)
  - Estugarda (Consulado-Geral)
- Áustria
  - Viena (Embaixada)
  - Bregenz (Consulado-Geral)
  - Salzburgo (Consulado-Geral)
  - Viena (Consulado-Geral)
- Azerbaijão
  - Bacu (Embaixada)
  - Naquichevão (Consulado-Geral)
  - Ganja (Consulado-Geral)
- Bélgica
  - Bruxelas (Embaixada)
  - Antuérpia (Consulado-Geral)
  - Bruxelas (Consulado-Geral)
- Bielorrússia
  - Minsk (Embaixada)
- Bósnia e Herzegovina
  - Sarajevo (Embaixada)
  - Mostar (Consulado-Geral)
- Bulgária
  - Sófia (Embaixada)
  - Burgas (Consulado-Geral)
  - Plovdiv (Consulado-Geral)
- Chipre do Norte
  - Nicósia (Embaixada)
- Croácia
  - Zagreb (Embaixada)
- Dinamarca
  - Copenhague (Embaixada)
- Eslováquia
  - Bratislava (Embaixada)
- Eslovênia
  - Liubliana (Embaixada)
- Espanha
  - Madrid (Embaixada)
  - Barcelona (Consulado-Geral)
- Estónia
  - Tallin (Embaixada)
- Finlândia
  - Helsinque (Embaixada)
- França
  - Paris (Embaixada)
  - Estrasburgo (Consulado-Geral)
  - Lyon (Consulado-Geral)
  - Marselha (Consulado-Geral)
  - Paris (Consulado-Geral)
  - Bordéus (Consulado-Geral)
- Geórgia
  - Tbilisi (Embaixada)
  - Batumi (Consulado-Geral)
- Grécia
  - Atenas (Embaixada)
  - Komotini (Consulado-Geral)
  - Rodes (Consulado-Geral)
  - Salônica (Consulado-Geral)
  - Atenas-Pireu (Consulado-Geral)
- Hungria
  - Budapeste (Embaixada)
- Irlanda
  - Dublin (Embaixada)
- Itália
  - Roma (Embaixada)
  - Milão (Consulado-Geral)
- Kosovo
  - Priština (Embaixada)
- Letônia
  - Riga (Embaixada)
- Lituânia
  - Vilnius (Embaixada)
- Luxemburgo
  - Luxemburgo (Embaixada)
- Macedônia do Norte
  - Skopje (Embaixada)
- Malta
  - Valeta (Embaixada)
- Moldávia
  - Chisinau (Embaixada)
- Montenegro
  - Podgorica (Embaixada)
- Noruega
  - Oslo (Embaixada)
- Países Baixos
  - Haia (Embaixada)
  - Amesterdão (Consulado-Geral)
  - Deventer (Consulado-Geral)
  - Roterdã (Consulado-Geral)
- Polónia
  - Varsóvia (Embaixada)
- Portugal
  - Lisboa (Embaixada)
- Reino Unido
  - Londres (Embaixada)
  - Londres (Consulado-Geral)
  - Edimburgo (Consulado-Geral)
- Chéquia
  - Praga (Embaixada)
- Roménia
  - Bucareste (Embaixada)
  - Constança (Consulado-Geral)
- Rússia
  - Moscou (Embaixada)
  - Cazã (Consulado-Geral)
  - Novorossiysk (Consulado-Geral)
  - São Petersburgo (Consulado-Geral)
- Sérvia
  - Belgrado (Embaixada)
  - Novi Pazar (Consulado-Geral)
- Suécia
  - Estocolmo (Embaixada)
- Suíça 
  - Berna (Embaixada)
  - Genebra (Consulado-Geral)
  - Zurique (Consulado-Geral)
- Ucrânia
  - Kiev (Embaixada)
  - Odessa (Consulado-Geral)
- Santa Sé
  - Vaticano (Embaixada)

## América

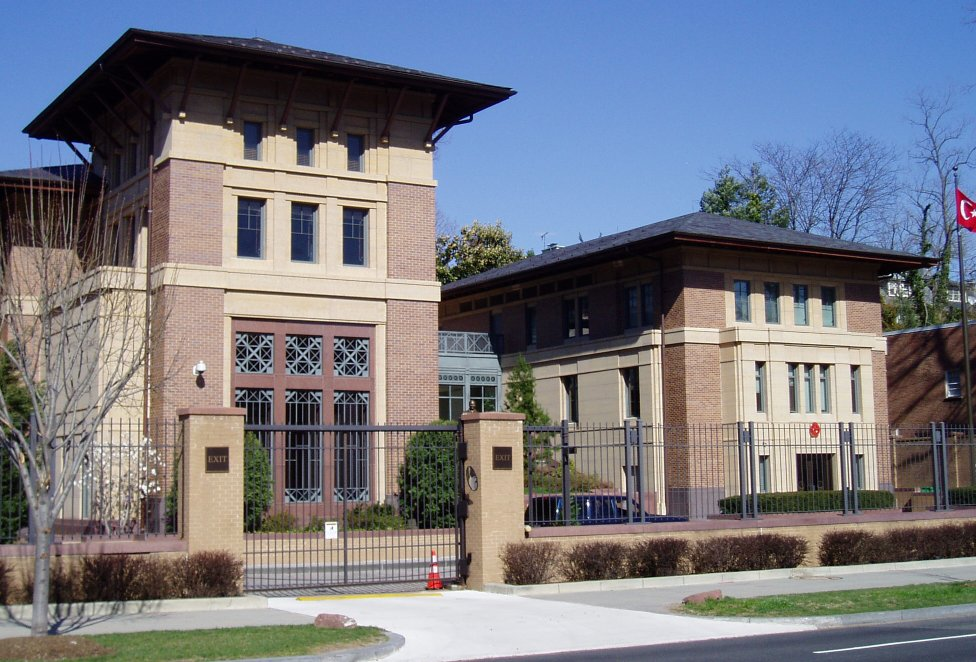
Embaixada da Turquia em Washington, D.C.

- Argentina
  - Buenos Aires (Embaixada)
- Brasil
  - Brasília (Embaixada)
  - São Paulo (Consulado-Geral)
- Canadá
  - Ottawa (Embaixada)
  - Toronto (Consulado-Geral)
- Chile
  - Santiago (Embaixada)
- Colômbia
  - Bogotá (Embaixada)
- Cuba
  - Havana (Embaixada)
- Estados Unidos
  - Washington, D.C. (Embaixada)
  - Chicago (Consulado-Geral)
  - Houston (Consulado-Geral)
  - Los Angeles (Consulado-Geral)
  - Nova Iorque (Consulado-Geral)
- México
  - Cidade do México (Embaixada)
- Panamá
  - Cidade do Panamá (Embaixada)
- Peru
  - Lima (Embaixada)
- Venezuela
  - Caracas (Embaixada)

## Oriente Médio

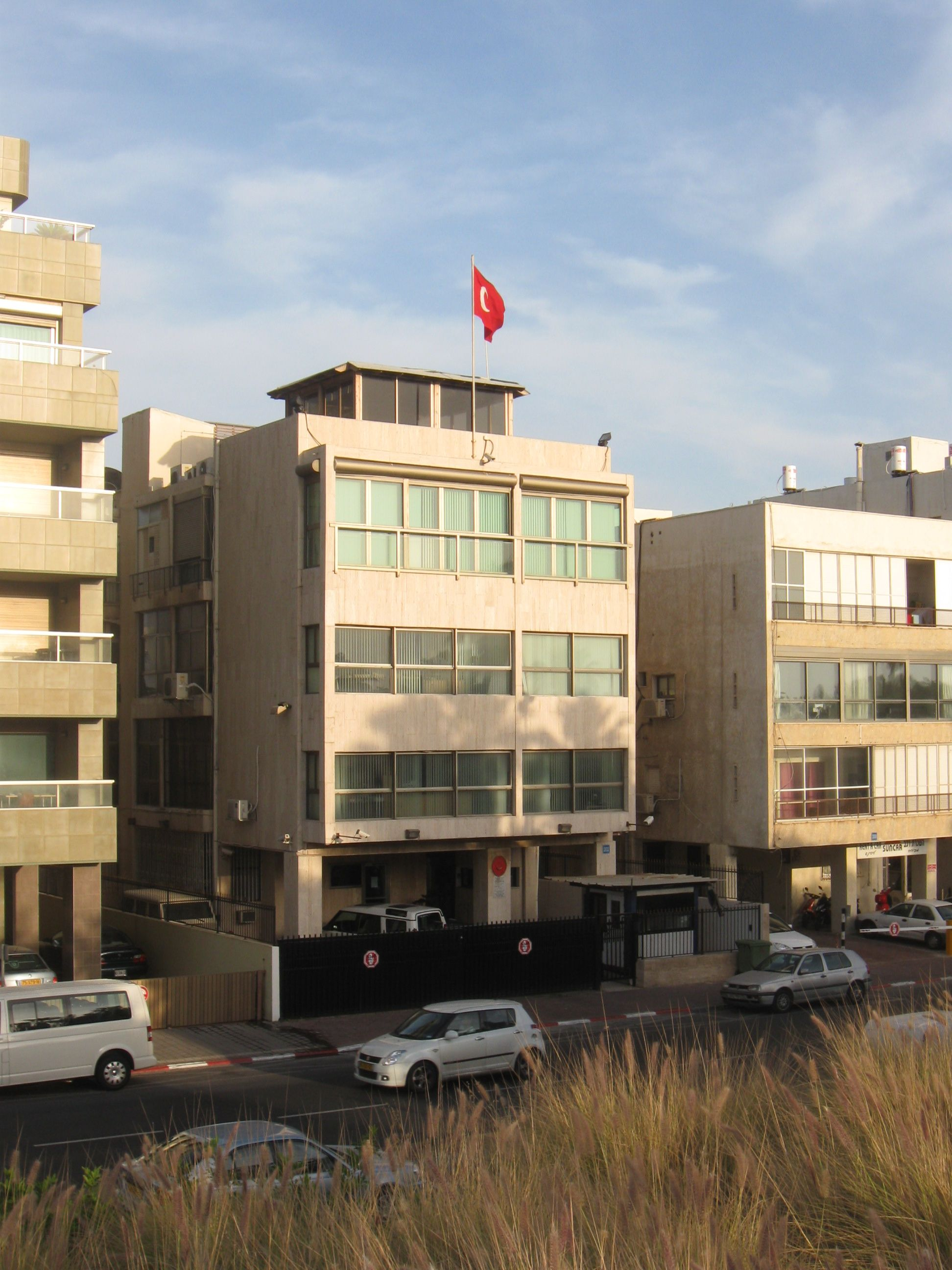
Embaixada da Turquia em Tel-Aviv.

- Arábia Saudita
  - Riade (Embaixada)
  - Jidá (Consulado-Geral)
- Bahrein
  - Manama (Embaixada)
- Emirados Árabes Unidos
  - Abu Dhabi (Embaixada)
  - Dubai (Consulado-Geral)
- Irão
  - Teerã (Embaixada)
  - Tabriz (Consulado-Geral)
  - Úrmia (Consulado-Geral)
- Iraque
  - Bagdá (Embaixada)
  - Baçorá (Consulado-Geral)
  - Irbil (Consulado-Geral)
  - Mossul (Consulado-Geral)
- Israel
  - Tel Aviv (Embaixada)
  - Jerusalém (Consulado-Geral)
- Jordânia
  - Amã (Embaixada)
- Kuwait
  - Kuwait (Embaixada)
- Líbano
  - Beirute (Embaixada)
- Omã
  - Mascate (Embaixada)
- Catar
  - Doha (Embaixada)
- Síria
  - Damasco (Embaixada)
  - Alepo (Consulado-Geral)
- Iêmen
  - Sana (Embaixada)

## África
- Angola
  - Luanda (Embaixada)
- Argélia
  - Argel (Embaixada)
- Camarões
  - Yaoundé (Embaixada)
- Costa do Marfim
  - Abidjan (Embaixada)
- Egito
  - Cairo (Embaixada)
  - Alexandria (Consulado-Geral)
- Etiópia
  - Addis Abeba (Embaixada)
- Gana
  - Acra (Embaixada)
- Quênia
  - Nairóbi (Embaixada)
- Líbia
  - Trípoli (Embaixada)
  - Bengasi (Consulado-Geral)
- Madagáscar
  - Antananarivo (Embaixada)
- Mali
  - Bamako (Embaixada)
- Marrocos
  - Rabat (Embaixada)
- Nigéria
  - Abuja (Embaixada)
- República Democrática do Congo
  - Kinshasa (Embaixada)
- Senegal
  - Dakar (Embaixada)
- África do Sul
  - Pretória (Embaixada)
- Sudão
  - Cartum (Embaixada)
- Tanzânia
  - Dar es Salaam (Embaixada)
- Tunísia
  - Tunes (Embaixada)
- Uganda
  - Kampala (Embaixada)

## Ásia
- Afeganistão
  - Cabul (Embaixada)
- Bangladesh
  - Daca (Embaixada)
- China
  - Pequim (Embaixada)
  - Hong Kong (Consulado-Geral)
  - Xangai (Consulado-Geral)
- Coreia do Sul
  - Seul (Embaixada)
- Filipinas
  - Manila (Embaixada)
- Índia
  - Nova Deli (Embaixada)
  - Bombaim (Consulado-Geral)
- Indonésia
  - Jacarta (Embaixada)
- Japão
  - Tóquio (Embaixada)
- Cazaquistão
  - Astana (Embaixada)
  - Almaty (Consulado-Geral)
- Quirguistão
  - Bisqueque (Embaixada)
- Malásia
  - Kuala Lumpur (Embaixada)
- Mongólia
  - Ulaanbaatar (Embaixada)
- Paquistão
  - Islamabad (Embaixada)
  - Carachi (Consulado-Geral)
- Singapura
  - Singapura (Embaixada)
- Tailândia
  - Banguecoque (Embaixada)
- Taiwan
  - Taipei (Escritório Comercial)
- Tajiquistão
  - Duchambe (Embaixada)
- Turquemenistão
  - Asgabate (Embaixada)
- Uzbequistão
  - Tashkent (Embaixada)
- Vietname
  - Hanói (Embaixada)

## Oceania

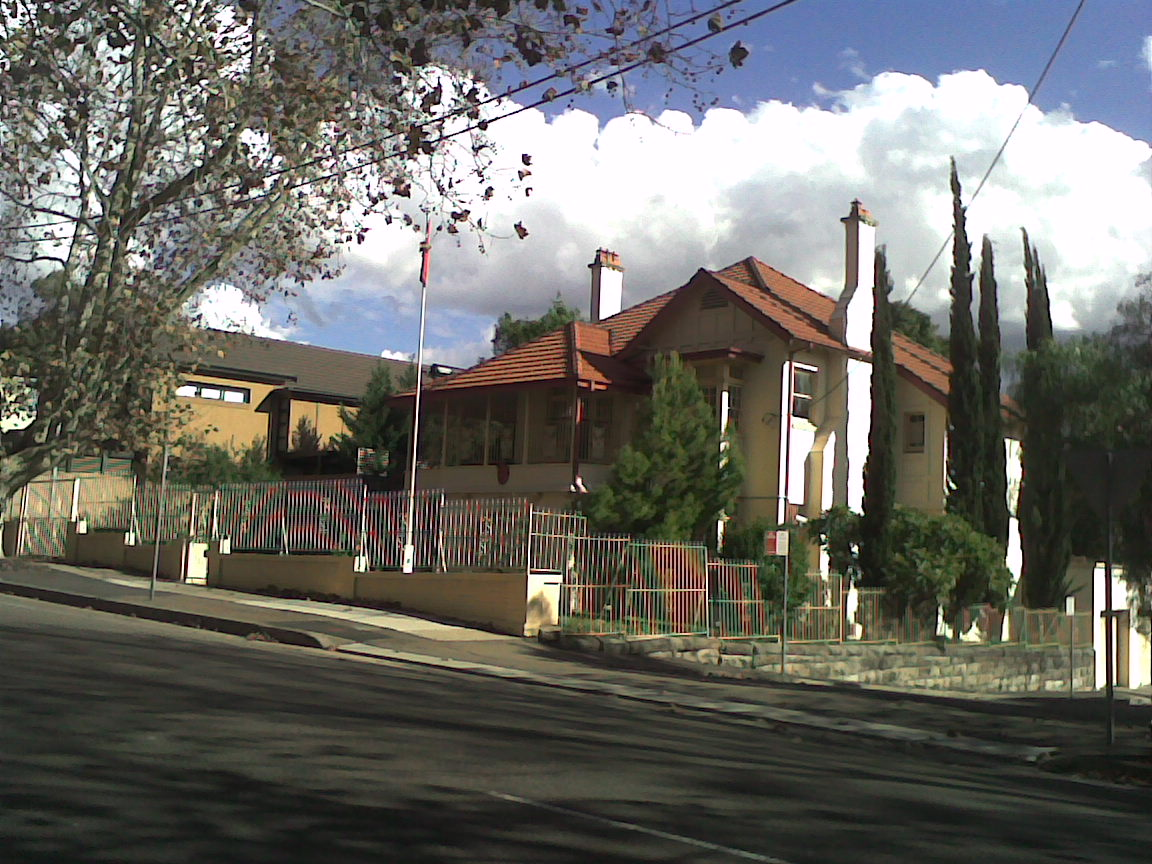
Consulado-Geral da Turquia em Sydney.

- Austrália
  - Camberra (Embaixada)
  - Melbourne (Consulado-Geral)
  - Sydney (Consulado-Geral)
- Nova Zelândia
  - Wellington (Embaixada)

## Organizações Multilaterais
- - Bruxelas (Missão Permanente da Turquia ante a União Europeia e OTAN)
  - Estrasburgo(Missão Permanente da Turquia ante o Conselho da Europa)
  - Genebra (Missão Permanente da Turquia ante as Nações Unidas e outras organizações internacionais)
  - Nairóbi (Missão Permanente da Turquia ante as Nações Unidas e outras organizações internacionais)
  - Nova Iorque (Missão Permanente da Turquia ante as Nações Unidas)
  - Paris (Missão Permanente da Turquia ante a OCDE e Unesco)
  - Roma (Missão Permanente da Turquia ante a Organização das Nações Unidas para Agricultura e Alimentação)
  - Viena (Missão Permanente da Turquia ante as Nações Unidas)